# 帕洛玛·奥谢
帕洛玛·奥谢·阿尔蒂尼亚诺（西班牙語：Paloma O'Shea Artiñano，1936年2月19日—），第一代奥谢侯爵，是西班牙钢琴家，艺术文化工作者，赞助人，慈善家。索菲亚女王音乐学院和阿尔贝尼斯基金会创始人。

## 生平
1936年生于西班牙比斯开省。父亲是何塞·奥谢，母亲是巴斯克人。1941年开始在毕尔巴鄂学琴，后赴法国深造。15岁以第一名成绩毕业，跟随毕尔巴鄂交响乐团进行钢琴独奏演出。之后，她嫁给了前桑坦德銀行总裁兼执行董事埃米略·博廷，继续在西班牙进行演出。
1972年，她创立了桑坦德国际钢琴比赛，后来成为国际钢琴界的影响力赛事。1991年创办了索菲亚女王音乐学院。
2004年获授法國榮譽軍團勳章。2008年获封“奥谢侯爵”头衔。她还获得了联合国教科文组织授予的毕加索奖。